# Hans-Dieter Mirnegg
Hans-Dieter „Didi“ Mirnegg (* 24. Mai 1954 in Klagenfurt) ist ein ehemaliger österreichischer Fußball-Nationalspieler, der vor allem in der Verteidigung zum Einsatz kam.

## Karriere

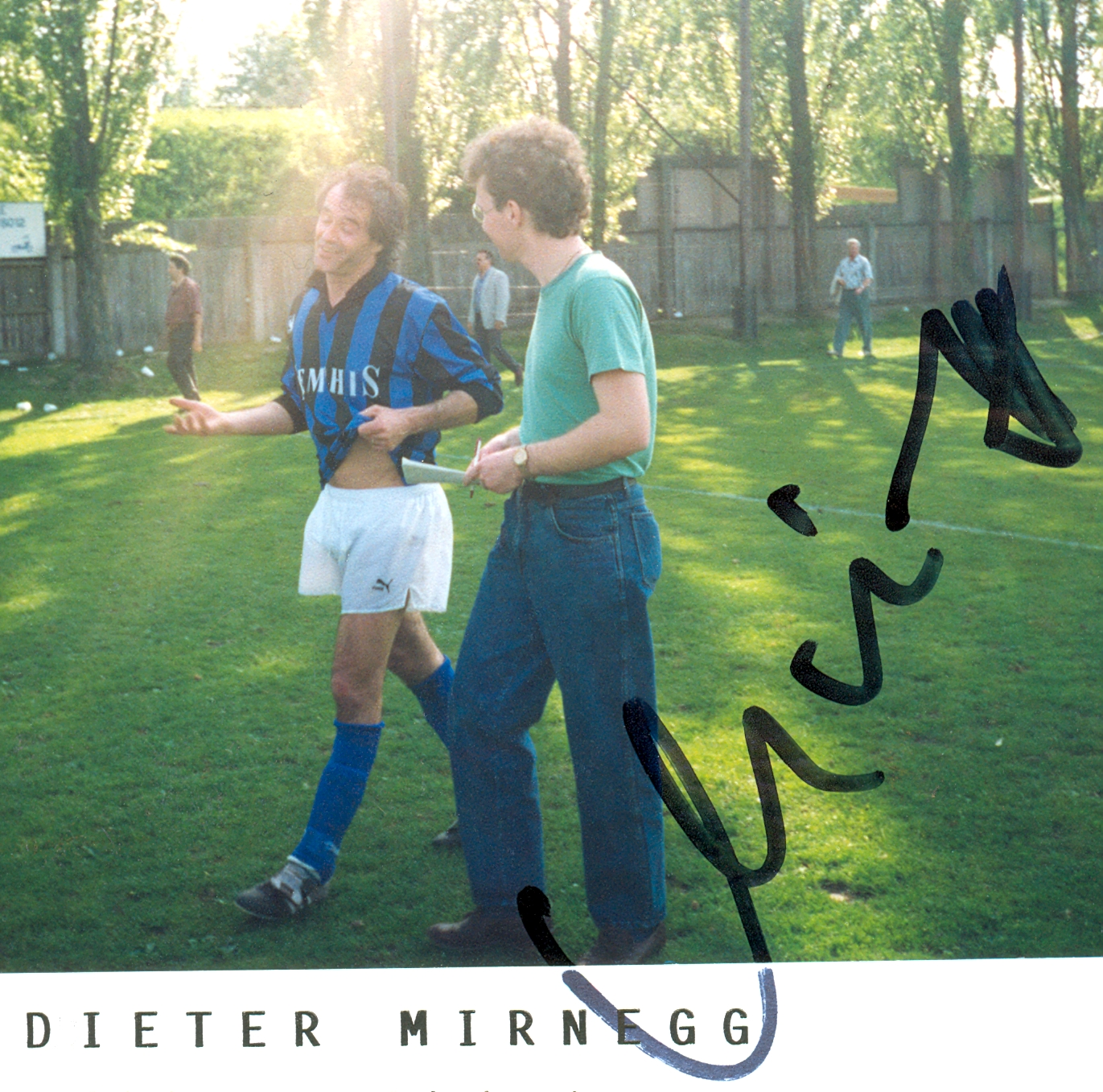
Dieter Mirnegg nach einem Cupspiel des SV Austria Tabak Linz im Jahr 1993

Mirnegg begann seine Bundesliga-Karriere in der Saison 1972/73 bei Austria Klagenfurt. Nach drei Saisonen bei den Kärntnern wechselte er 1975 zum SK VOEST Linz, wo er in vier Jahren über 100 Bundesliga-Einsätze absolvierte. 1979 wechselte er nach Deutschland zum MSV Duisburg. In seiner Zeit in Deutschland absolvierte er 48 Spiele in der deutschen Bundesliga und erzielte auch ein Tor. Nach zwei Jahren im Ruhrgebiet spielte Mirnegg ein Jahr in Italien bei Como Calcio. Im Jahr 1982 kehrte Dieter Mirnegg nach Österreich zurück und spielte in den folgenden Jahren u. a. beim FC Union Wels, dem Wiener Sportklub, dem SK Vorwärts Steyr und abermals beim SK VOEST Linz.
Insgesamt absolvierte er in Österreich 244 Bundesliga-Spiele und erzielte dabei 12 Tore.
Hans-Dieter Mirnegg spielte auch für die österreichische Fußballnationalmannschaft. Sein Debüt gab er am 30. Jänner 1979 beim 1:0-Sieg seines Teams in einem freundschaftlichen Länderspiel im Bloomfield-Stadion in Tel Aviv-Jaffa in Israel. Bis einschließlich 11. November 1981 – dem 0:0 im WM-Qualifikationsspiel im Vasil Levski-Stadion in Sofia – gab es 14 weitere Auftritte im rot-weißen Nationaldress.
Von 1983 bis 2015 führte Mirnegg eine Boutique für italienische Herrenmode an der Linzer Promenade.